# Théorème de représentation de Riesz (Riesz-Markov)
Pour les articles homonymes, voir Théorème de Riesz.
En analyse, le théorème de représentation de Riesz (certaines versions sont parfois dénommées théorème de Riesz-Markov) est un théorème qui « représente » certains éléments du dual de l'espace des fonctions continues à support compact définies sur un espace topologique localement compact à l'aide de mesures.
Partant d'une mesure de Borel (positive) sur un espace topologique X, on peut l'utiliser pour intégrer toutes les fonctions numériques continues à support compact. L'application ainsi définie sur l'espace vectoriel Cc(X) composé de toutes ces fonctions est une forme linéaire positive (au sens où elle envoie toute fonction à valeurs positives sur un réel positif).
Le théorème de représentation de Riesz établit sous certaines hypothèses la réciproque de cette propriété : on se donne une forme linéaire positive sur Cc(X), et on veut savoir si elle peut être représentée comme intégrale par rapport à une mesure de Borel, et si oui si la mesure est unique.
Il en existe un grand nombre de variantes, et il s'agit plutôt aujourd'hui d'une collection de théorèmes dont quelques énoncés sont présentés ci-dessous. Les hypothèses utiles à la preuve de l'existence sont bien stabilisées d'une source à l'autre (on requiert locale compacité et séparation de X) ; il existe en revanche plusieurs variantes de technicité variable permettant d'écrire des résultats d'unicité.

## Un énoncé assez général
Dans l'énoncé ci-dessous :
- la notation {\displaystyle C_{c}(X)} désigne l'espace vectoriel des fonctions continues à support compact définies sur {\displaystyle X} et à valeurs réelles ;
- dire qu'une forme linéaire {\displaystyle \Lambda } définie sur {\displaystyle C_{c}(X)} est « positive » signifie que pour toute {\displaystyle f} de {\displaystyle C_{c}(X)} à valeurs positives, {\displaystyle \Lambda (f)\geq 0} ;
- on entend par « mesure de Borel » une mesure borélienne (positive) finie sur les compacts ;
- on entend par « mesure intérieurement régulière » une mesure borélienne {\displaystyle \mu } qui vérifie la condition suivante :

pour tout borélien {\displaystyle A\subset X}, {\displaystyle \mu (A)=\sup \left\{\mu (K)~|~K{\text{ est compact et inclus dans }}A\right\}} ;
- enfin on entend par « mesure quasi-régulière » une mesure borélienne qui vérifie les deux conditions suivantes (la première est une condition de régularité extérieure, la deuxième une condition de régularité intérieure, mais qui n'est requise que pour les ouverts) :

1. pour tout borélien {\displaystyle A\subset X}, {\displaystyle \mu (A)=\inf \left\{\mu (U)~|~U{\text{ est un ouvert contenant }}A\right\}}
2. pour tout ouvert {\displaystyle A\subset X}, {\displaystyle \mu (A)=\sup \left\{\mu (K)~|~K{\text{ est compact et inclus dans }}A\right\}}.

Avec toutes ces conventions de vocabulaire, on peut énoncer :
Théorème de représentation de Riesz (Riesz-Markov) — Soit {\displaystyle X} un espace topologique localement compact et séparable, et soit {\displaystyle \Lambda } une forme linéaire positive sur {\displaystyle C_{c}(X)}. Il existe une mesure de Borel {\displaystyle \mu } sur {\displaystyle X} qui représente {\displaystyle \Lambda } au sens suivant : pour toute {\displaystyle f} appartenant à {\displaystyle C_{c}(X)}, {\displaystyle \Lambda (f)=\int _{X}fd\mu }.
De plus, il existe une et une seule mesure de Borel sur {\displaystyle X} qui représente ainsi {\displaystyle \Lambda } et est intérieurement régulière, et une et une seule qui est quasi-régulière.
Plusieurs auteurs soulignent que, lorsque ces deux mesures sont distinctes, la première est la plus utile ; ainsi c'est sur ses propriétés qu'est calquée une définition courante de ce qu'on appelle une mesure de Radon.

## Utilisations
Il est possible de construire la mesure de Lebesgue à partir d'une théorie élémentaire d'intégration des fonctions continues en s'appuyant sur ce théorème, plutôt que de s'appuyer sur le volume des parallélépipèdes pour commencer la construction.